# 音楽的同位体プロジェクト
音楽的同位体プロジェクト（おんがくてきどういたいプロジェクト）は、KAMITSUBAKI STUDIO所属のバーチャルシンガーグループV.W.Pの5人それぞれの声をもとにした音声合成ボイスライブラリおよびそれらのキャラクターに関するプロジェクトである。歌声合成ソフトCeVIO AIと入力文字読み上げソフトVOICEPEAKにて展開されている。

## 概要
花譜をプロデュースしたPIEDPIPERは、バーチャルシンガーにはIPコンテンツ的側面もあり、大きなプラットフォームのないレーベルにおいてそれを作っていくことはハードルが高い中、継続的な発展が見込まれるものとしてユーザー生成コンテンツの要素を含んだコンテンツを持つことを構想していた。この構想は2018年頃に、バーチャルシンガーの音声合成ソフトウェアを作成するプロジェクトに具体化された。
プロジェクトはCeVIO AIとのコラボレーションという形で実現することとなり、まずはPIEDPIPERがプロデュースしていた花譜の歌声を元にしたものが作られることとなった。バーチャルシンガーの音声合成ソフトを作るにあたって、PIEDPIPERはこれを「ボカロ」に含めるかについてのユーザー間の議論が過熱しすぎることを懸念しており、新しいものとして世の中に認識させていくことを目論んだため「音楽的同位体」という名を強く打ち出すプロジェクトとなった。また、音楽的同位体（歌声合成ソフトウェアのパッケージイラスト）の名前や姿は元のバーチャルシンガーと似せられたものとなっている。これはバーチャルシンガーの事業と対等なものとし、音楽的同位体の売り上げとバーチャルシンガーの知名度向上の相乗効果を見込むことが意図されたためである。コンセプトは『「聴く」から「創る」へ。』となっている。
こうして、2020年10月10日に花譜の歌声をもとにしたCeVIO AI ソングボイス「音楽的同位体 可不(KAFU)」が発表された。当初は2020年冬の発売予定であったが、多くの反響を受けてリリースが2020年冬から2度延期され、2021年7月7日に発売された。続いて、2022年にそれぞれヰ世界情緒と理芽の歌声をもとに「音楽的同位体 星界(SEKAI)」「音楽的同位体 裏命(RIME)」が発売された。また、同年7月に音楽的同位体のポータルサイトが開設され、毎週更新の公式四コマ漫画「同位体観察日記」の連載が始まった。2023年にそれぞれ幸祜、春猿火の歌声をもとに「音楽的同位体 狐子(COKO)」、「音楽的同位体 羽累(HARU)」が発売された。これにより、V.W.Pのメンバー全員の容姿や歌声をもとにした音楽的同位体がそろうこととなった。同年3月のKAMITSUBAKI FES '23では、5体の合成音声ソフトユニット「V.I.P -Virtual Isotope Phenomenon-」が結成された。
また、同年のV.I.P STREAMING COVER LIVE「マシュマロライブ」にて「音楽的同位体 星界 TALK EXTENSION collaboration with VOICEPEAK」が発表され、ソングボイスだけでなくトークボイスとしても展開されることとなった。2023年に星界、2024年に狐子、裏命、羽累のVOICEPEAKが発売されたが、可不の開発は未だに発表されていない。
同じくマシュマロライブにて、Synthesizer V AI用の可不ソングボイスの発売が告知された。しかし花譜の要望で発売が延期され、やがて発売中止が告知された。他の同位体のSynthesizer Vシリーズでの開発は発表されていない。

## キャラクター
外見や姿は元となるV.W.Pのバーチャルシンガーに似ているが、5体ともに髪色、肌の色、衣装の色が白を基調としたデザインとなっている。キャラクター名（各製品の音源名）は、音源提供者名の漢字2文字の同音異字がとられている。5体共に、音源提供者の似て非なる存在という設定となっている。

### 可不 (KAFU)
可不（かふ、KAFU）は、バーチャルシンガー花譜の歌声や姿をもとにした音楽的同位体。キャラクターデザイナーは花譜と同じPALOW.。三角形を組み合わせた髪飾りが特徴。

### 星界 (SEKAI)
星界（せかい、SEKAI）は、バーチャルシンガーヰ世界情緒の歌声や姿をもとにした音楽的同位体。キャラクターデザイナーはれおえん。黒い花を模した髪飾りが特徴。

### 裏命 (RIME)
裏命（りめ、RIME）は、バーチャルシンガー理芽の歌声や姿をもとにした音楽的同位体。キャラクターデザイナーはPALOW.。八芒星のような髪飾りが特徴。

### 狐子 (COKO)
狐子（ここ、COKO）は、バーチャルシンガー幸祜の歌声や姿をもとにした音楽的同位体。キャラクターデザイナーはSWAV。狐耳が生えていることが特徴。

### 羽累 (HARU)
羽累（はる、HARU）は、バーチャルシンガー春猿火の歌声や姿をもとにした音楽的同位体。キャラクターデザイナーは一色。ヘッドフォンが特徴。

## 製品

### CeVIO AI
スターターはソングボイスとCeVIO AI ソングエディターがセットになった製品。
| 製品                                     | 販売形態       | 音源データ提供者 | 発売日         | 脚注                       |
| ---------------------------------------- | -------------- | ---------------- | -------------- | -------------------------- |
| 音楽的同位体 可不(KAFU) スターター       | パッケージ、DL | 花譜             | 2021年7月7日   | [ 5 ] [ 20 ] [ 21 ] [ 22 ] |
| 音楽的同位体 可不(KAFU) 可不ソングボイス | DL             | 花譜             | 2021年7月7日   | [ 5 ] [ 20 ] [ 21 ] [ 22 ] |
| 音楽的同位体 星界 スターター             | パッケージ、DL | ヰ世界情緒       | 2022年5月20日  |                            |
| 音楽的同位体 星界 星界ソングボイス       | DL             | ヰ世界情緒       | 2022年5月20日  |                            |
| 音楽的同位体 裏命(RIME) スターター       | パッケージ、DL | 理芽             | 2022年10月25日 |                            |
| 音楽的同位体 裏命(RIME) ソングボイス     | パッケージ、DL | 理芽             | 2022年10月25日 |                            |
| 音楽的同位体 狐子(COKO) スターター       | パッケージ、DL | 幸祜             | 2023年1月25日  |                            |
| 音楽的同位体 狐子(COKO) ソングボイス     | パッケージ、DL | 幸祜             | 2023年1月25日  |                            |
| 音楽的同位体 羽累(HARU) スターター       | パッケージ、DL | 春猿火           | 2023年11月13日 |                            |
| 音楽的同位体 羽累(HARU) ソングボイス     | パッケージ、DL | 春猿火           | 2023年11月13日 |                            |

### VOICEPEAK
| 製品                                   | 音源データ提供者 | 発売日         | ボイススタイル                       |
| -------------------------------------- | ---------------- | -------------- | ------------------------------------ |
| 音楽的同位体 星界 TALK EXTENSION       | ヰ世界情緒       | 2023年12月11日 | 「楽しみ」「幸せ」「怒り」「悲しみ」 |
| 音楽的同位体 狐子(COKO) TALK EXTENSION | 幸祜             | 2024年1月25日  | 「楽しみ」「幸せ」「怒り」「悲しみ」 |
| 音楽的同位体 裏命(RIME) TALK EXTENSION | 理芽             | 2024年2月26日  | 「楽しみ」「幸せ」「怒り」「悲しみ」 |
| 音楽的同位体 羽累(HARU) TALK EXTENSION | 春猿火           | 2024年3月29日  | 「楽しみ」「幸せ」「怒り」「悲しみ」 |

## V.I.P -Virtual Isotope Phenomenon-
V.I.P -Virtual Isotope Phenomenon-は、音楽的同位体によるユニット。前述のとおりKAMITSUBAKI FES '23で結成された。KAMITSUBAKI STUDIOから音楽的同位体のオリジナル楽曲がリリースされる際や、ライブイベントなどではこの名義が用いられる。2023年7月7日には音楽的同位体の2周年を記念し、V.I.P STREAMING COVER LIVE「マシュマロライブ」がオンラインで開催された。また2024年4月24日にはV.I.P 1stアルバム「宿命のアイソトープ」が配信リリースされた。3周年となる2024年7月7日には、V.I.P 1st MINI LIVE ETHEREAL WORLDがオンラインで開催された。
| 曲名                     | アーティスト | MV公開日       | 備考                                            |
| ------------------------ | ------------ | -------------- | ----------------------------------------------- |
| Penumbra                 | ど～ぱみん   | 2023年4月29日  | V.I.P 1stアルバム「宿命のアイソトープ」収録楽曲 |
| 蛇苺一会                 | てにをは     | 2023年12月25日 | V.I.P 1stアルバム「宿命のアイソトープ」収録楽曲 |
| 機械の声                 | 香椎モイミ   | 2024年4月20日  | V.I.P 1stアルバム「宿命のアイソトープ」収録楽曲 |
| サクラソウ               | MIMI         | 2024年6月19日  | V.I.P 1stアルバム「宿命のアイソトープ」収録楽曲 |
| 月光                     | 廉           | 2024年8月8日   |                                                 |
| ナイトオウルミュージアム | HiFi-P       | 2024年11月13日 |                                                 |
| Twinkle Zone -綺界-      | 雄之助       | 2025年1月29日  | V.I.P 1stアルバム「宿命のアイソトープ」収録楽曲 |
| 心中ならVIPルームで      | SLAVE.V-V-R  | 2025年3月19日  | V.I.P 1stアルバム「宿命のアイソトープ」収録楽曲 |
| 紡ぎ噺                   | 廉           |                | V.I.P 1stアルバム「宿命のアイソトープ」収録楽曲 |
| デリカート               | 水野あつ     |                | V.I.P 1stアルバム「宿命のアイソトープ」収録楽曲 |
| 違う心で                 | 青谷         |                | V.I.P 1stアルバム「宿命のアイソトープ」収録楽曲 |